# Giovanni De Vivo
Giovanni De Vivo (Siena, 20 marzo 1940 – Pescia, 20 settembre 2015) è stato un vescovo cattolico italiano, vescovo di Pescia dal 1993 al 2015.

## Biografia
Nacque a Siena, città capoluogo di provincia e sede arcivescovile, il 20 marzo 1940 da genitori originari di Monteroni d'Arbia.

### Formazione e ministero sacerdotale
Frequentò le scuole medie inferiori nel seminario vescovile di Colle di Val d'Elsa, per poi passare al Pontificio Seminario Regionale "Pio XII" di Siena per il ginnasio e il liceo. Concluse il percorso in preparazione all'ordine sacro a Roma, presso il Pontificio Seminario Romano Maggiore, e conseguì la licenza in teologia alla Pontificia Università Lateranense.
Il 15 marzo 1964 fu ordinato presbitero, presso la cattedrale dei Santi Alberto e Marziale di Colle di Val d'Elsa, dal vescovo Francesco Niccoli.
Dopo l'ordinazione, e per i successivi 25 anni, fu insegnante di filosofia al seminario regionale di Siena; al contempo continuò gli studi, fino ad ottenere la laurea in filosofia presso l'Università degli Studi di Firenze. Fu parroco a Strove dal 1969 al 1974, vicario parrocchiale della chiesa di Santa Caterina a Colle di Val d'Elsa dal 1974 al 1977, e a Castellina Scalo fino al 1989.
Nel 1987, a seguito della piena unione delle sedi diocesane di Siena, Colle di Val d'Elsa e Montalcino, fu nominato vicario episcopale per la zona pastorale di Colle di Val d'Elsa. Nell'aprile 1990 il nuovo arcivescovo Gaetano Bonicelli gli affidò l'incarico di vicario generale dell'arcidiocesi. Nello stesso periodo fu anche parroco a Mensano e Collalto. A lungo impegnato nell'Azione Cattolica, ne fu assistente spirituale nella sua diocesi e, in seguito, a livello toscano.

### Ministero episcopale
Il 18 dicembre 1993 papa Giovanni Paolo II lo nominò 16º vescovo di Pescia; succedette a Giovanni Bianchi, dimessosi per raggiunti limiti di età. Il 23 gennaio 1994 ricevette l'ordinazione episcopale, nella cattedrale di Siena, dall'arcivescovo Gaetano Bonicelli, co-consacranti l'arcivescovo Mario Jsmaele Castellano e il vescovo Fernando Charrier. Il 6 marzo dello stesso anno prese possesso della diocesi. Scelse come motto episcopale "In spe fundati".
Nella Conferenza episcopale toscana fu delegato per la pastorale giovanile e le aggregazioni laicali.
Alla guida della diocesi, si impegnò nella riorganizzazione delle parrocchie, promuovendo l'edificazione di due nuovi edifici di culto, la chiesa dei Santi Lucia e Allucio e la chiesa rettoria di Cristo Redentore, e il restauro di altri edifici antichi, come la chiesa di San Domenico ed il campanile della chiesa dei Santi Bartolomeo e Silvestro in Uzzano.
Promosse opere a sostegno di quanti affrontavano difficoltà economiche, soprattutto con l'istituzione della Mensa della Caritas di Montecatini Terme, la cui attività crebbe negli anni fino a raggiungere la fornitura di quasi 19.000 pasti, dopo i lavori di ampliamento nel 2012.
Il 25 gennaio 2015 divenne cittadino onorario di Pescia, con decreto del sindaco Oreste Giurlani e a marzo dello stesso anno presentò la rinuncia al governo della diocesi per raggiunti limiti di età, al compimento dei 75 anni.

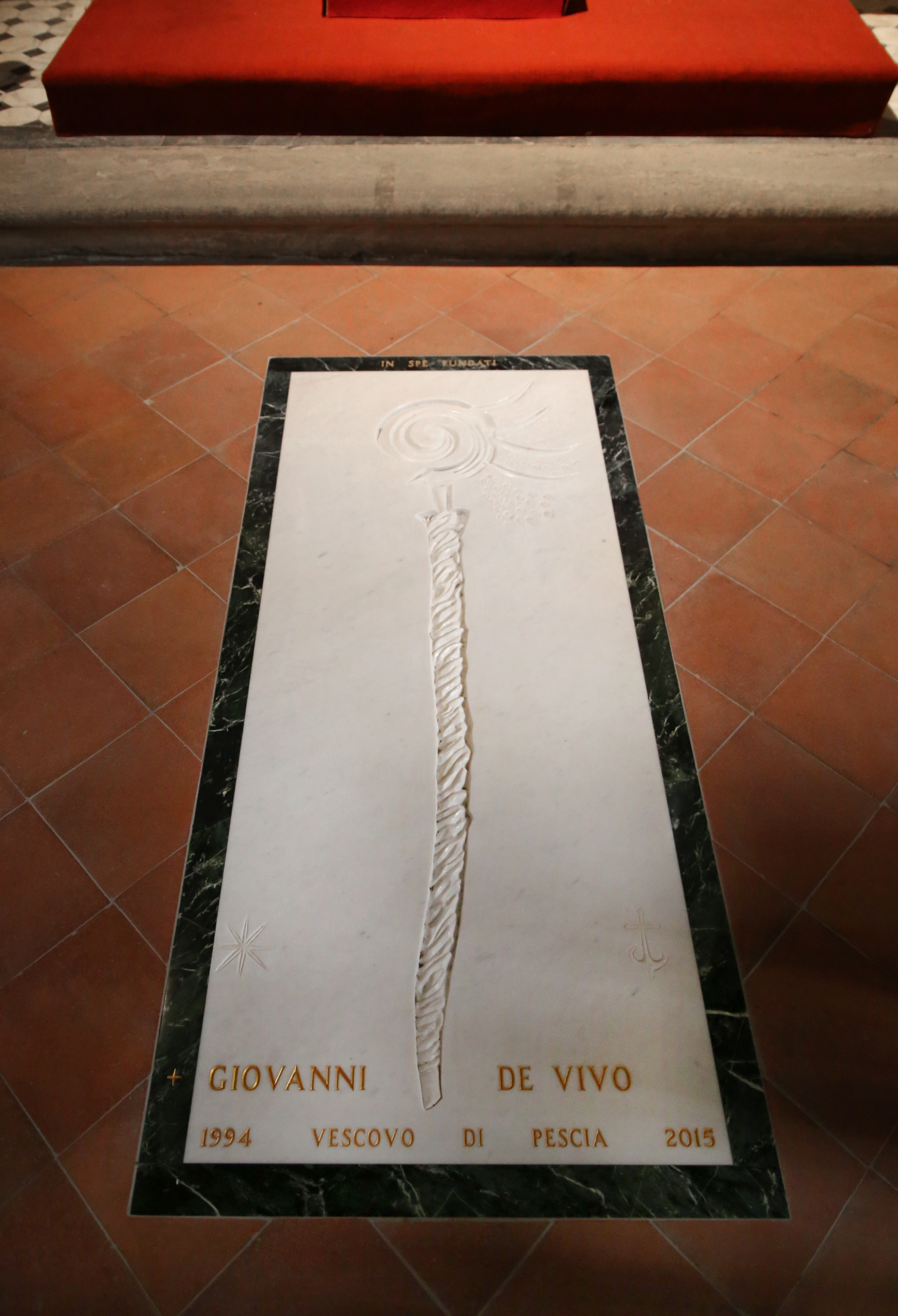
Tomba all'interno del duomo di Pescia

Malato da tempo, in attesa dell'accettazione della rinuncia, morì a Pescia, all'età di 75 anni, all'alba del 20 settembre 2015, nella sua abitazione all'interno dell'episcopio. Dopo le esequie, celebrate il 24 settembre in piazza Mazzini a Pescia dall'arcivescovo di Pisa Giovanni Paolo Benotto, fu sepolto nella cattedrale cittadina. In occasione dei funerali fu proclamato il lutto cittadino.

## Genealogia episcopale
La genealogia episcopale è:
- Cardinale Scipione Rebiba
- Cardinale Giulio Antonio Santori
- Cardinale Girolamo Bernerio, O.P.
- Arcivescovo Galeazzo Sanvitale
- Cardinale Ludovico Ludovisi
- Cardinale Luigi Caetani
- Cardinale Ulderico Carpegna
- Cardinale Paluzzo Paluzzi Altieri degli Albertoni
- Papa Benedetto XIII
- Papa Benedetto XIV
- Cardinale Enrico Enriquez
- Arcivescovo Manuel Quintano Bonifaz
- Cardinale Buenaventura Córdoba Espinosa de la Cerda
- Cardinale Giuseppe Maria Doria Pamphilj
- Papa Pio VIII
- Papa Pio IX
- Cardinale Gustav Adolf von Hohenlohe-Schillingsfürst
- Arcivescovo Salvatore Magnasco
- Cardinale Gaetano Alimonda
- Cardinale Agostino Richelmy
- Vescovo Giuseppe Castelli
- Vescovo Carlo Allorio
- Cardinale Antonio Poma
- Arcivescovo Gaetano Bonicelli
- Vescovo Giovanni De Vivo